# Вэньсу
Уезд Вэньсу (кит. упр. 温宿县, пиньинь Wēnsù xiàn) или Уезд Онсу (уйг. ئونسۇ ناھىيىسى‎) — уезд округа Аксу Синьцзян-Уйгурского автономного района КНР.

## Административное деление
Уезд Вэньсу делится на 5 посёлков, 4 волости и 1 национальную волость.

## История
В древности на этих землях находилось государство Вэньсу (温宿). В 1-м веке до н.э. там проживало 8 400 человек, 2 200 домохозяйств, 1 500 воинов. Поглощено княжеством Куча.
После образования в 1883 году провинции Синьцзян эти земли были подчинены Вэньсуской непосредственно управляемой области (温宿直隶州), подчинённой Региону Аксу (阿克苏道), со столицей в Новом Аксу (современный Аксу). В 1902 году была поднята в статусе до Вэньсуской управы (温宿府), а в её составе был образован уезд Вэньсу со столицей в Старом Аксу.
В мае 1958 года уезд Вэньсу был расформирован, а его земли были переданы уезду Аксу, но в 1962 году уезд Вэньсу был воссоздан.